# 亞歷山德羅·詹內西
亞歷山德羅·詹內西（Alessandro Giannessi，1990年5月30日—）是一位義大利職業網球運動員。

## 外部連結
- 亞歷山德羅·詹內西（英文/西班牙文）的官方資料
- 亞歷山德羅·詹內西的國際網球總會 職業／青少年 官方資料（英文）
- 亞歷山德羅·詹內西的官方資料（英文）